# Алмаз-Т (-К) № 303
Алмаз-Т (-К) №303 (Космос-1803) — дванадцята орбітальна станція, друга автоматична орбітальна станція, створена за програмою «Алмаз-Т» під серійним № 303 з метою виконання програм наукового та економічного призначення, міжнародного співробітництва Міністерством оборони СРСР. Основним призначенням станції був радіолокаційний огляд Землі за допомогою РСА «Меч-К».
12 квітня 1986 рішенням Військово-промислової комісії було вирішено відродити програму «Алмаз».
Станція пройшла всі передстартові випробування на Байконурі в другій половині 1986 р., але при запуску була знищена через відмову системи управління ракетоносія Протон-К 338-01 29 листопада 1986 р. в зв'язку з цим назву їй присвоєно не було. Якби станція вийшла на орбіту, отримала б назву Космос-1803.
25 липня 1987 відбувся вдалий запуск автоматичного варіанта ОПС «Алмаз», який отримав позначення «Космос-1870». Високоякісні радіолокаційні зображення земної поверхні, отримані з супутника, були використані в інтересах оборони та економіки СРСР.